# Polévka ze škeblí
Polévka ze škeblí (anglicky Clam Chowder) je tradičně hustá bílá polévka obsahující škeble, vývar a přísady, jako jsou nakrájené brambory, cibule a celer. Obvykle se podává se slanými krekry. 
Jídlo pochází z východní části USA, v dnešní době se běžně podává v restauracích po celých Spojených státech, zejména v pátek, kdy američtí katolíci tradičně nejedí maso. Existuje mnoho regionálních variant této polévky, ale dvě verze převládají - “bílá” polévka z Nové Anglie a “červená“ z oblasti Rhode Islandu a Manhattanu.

## Dějiny

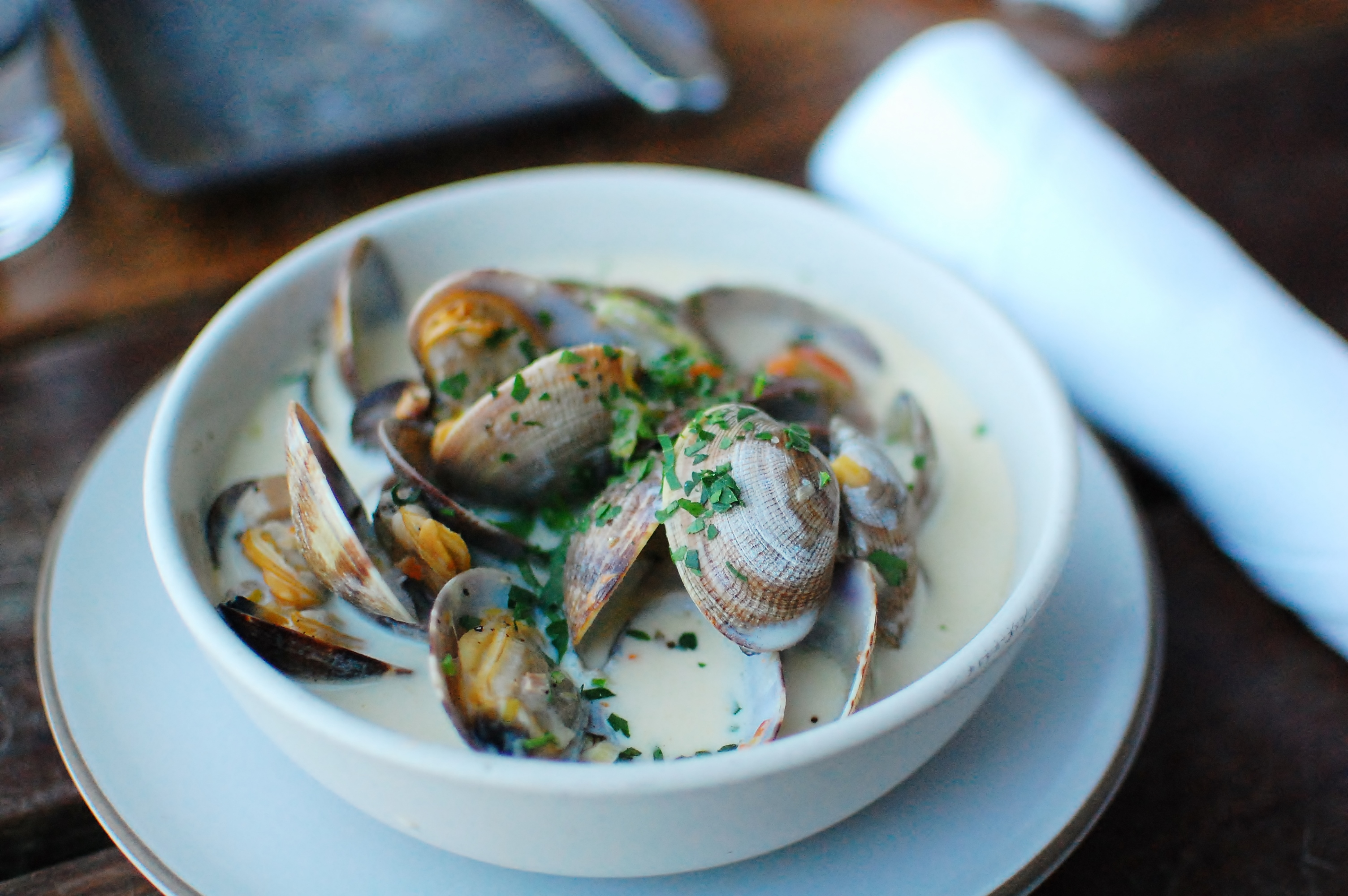
Polévka se škeblemi

“Bílá“ verze polévky je starší z těch dvou a také oblíbenější. Objevila se v oblasti Nové Anglie, kde ji vařili první osadníci původem z Francie, z území Nova Scotia a z Británie, a už v 18. století se jedla běžně. První recept na “červenou“ polévku (s rajčaty) byl zveřejněn až v roce 1934.

## Základní verze
Od doby, kdy se v 19. a 20. století  popularita polévky rozšířila z Nové Anglie do zbytku Spojených států,  vzniklo mnoho jejích regionálních variací. 

### Delawarská verze (Delaware clam chowder)
Vaří se z předsmaženého vepřového masa, osolené vody, brambor, nakrájené cibule, škeblí, másla, soli a pepře.

### Hatteraská verze (Hatteras clam chowder)
Tato varianta se připravuje v regionu Outer Banks v Severní Karolíně, a to z čistého vývaru, slaniny, brambor, cibule a mouky. Obvykle se ochucuje velkým množstvím bílého a/nebo černého pepře, případně nasekanou zelenou cibulkou.

### Long Islandská verze (Long Island clam chowder)
Tento recept v sobě spojuje jak “bílou“, tak “červenou“ verzi, takže výsledkem je  rajčatová krémová polévka. Název jídla je slovní hříčka, která naznačuje, že poloha Long Islandu, stejně jako recept, je asi na půl cesty mezi Manhattanem a Novou Anglií. Tato verze je oblíbená v mnoha malých restauracích v okrese Suffolk ve státě New York. 

### Manhattanská verze (Manhattan clam chowder)

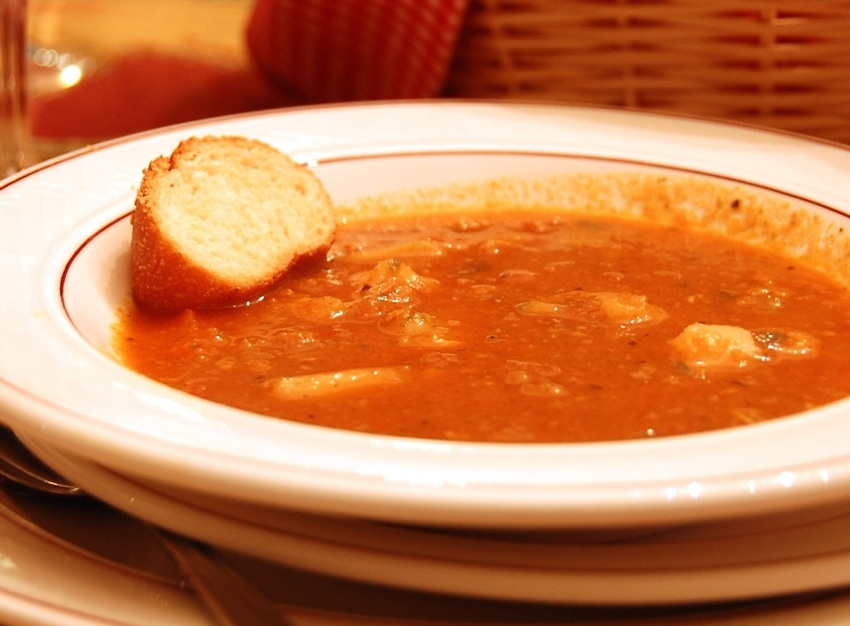
Manhattanská verze polévky má načervenalou barvu z použitých zralých rajčat

Polévka má červenou barvu z rajčat, která se přidávají místo mléka. Tento recept pochází od portugalských přistěhovalců na  Rhode Islandu, kteří byli zvyklí přidávat  rajčata do většiny svých pokrmů. 

### Minorcanská verze (Minorcan clam chowder)
Je to tradiční pikantní verze servírovaná v restauracích na Floridě poblíž St. Augustine a v severovýchodním rohu Floridy. Základem je rajčatový vývar s papričkou datil (extrémně pálivá chilli paprička srovnatelná s habanero, údajně přivezená do St. Augustine menorcanskými osadníky v 18. století; paprička prý roste pouze na dvou místech na zeměkouli: v Menorce ve Španělsku a v St. Augustine na Floridě).

### Novoanglická verze (New England clam chowder)
Občas nazývaná Boston Clam Chowder. Zhotovuje se z mléka nebo smetany a často má hustší konzistenci než jiné regionální varianty. Obvykle se připravuje z brambor, cibule a škeblí. Většinou se servíruje s oyster crackers. Krekry se buďto rozdrtí a vmíchají do polévky, nebo se podávají jako ozdoba. 

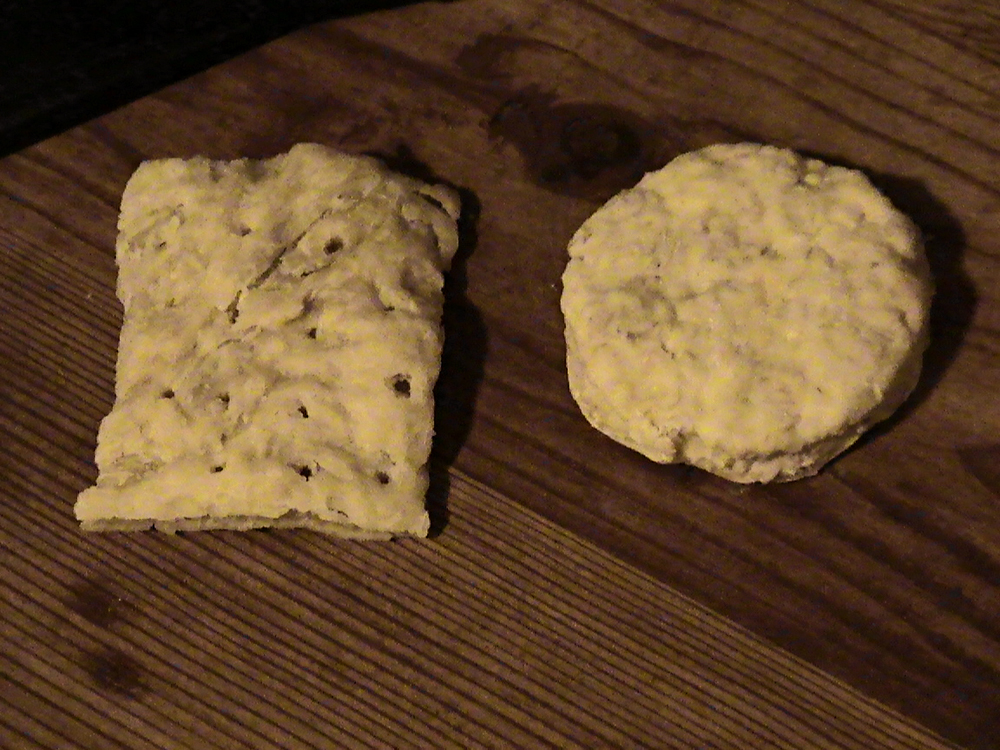
Tradiční verze z Nové Anglie je zahuštěna oyster crackers místo moukou. (Oyster crackers ve skutečnosti neobsahují žádné ústřice.)

### Rhode Islandská verze (Rhode Island clam chowder)
Charakteristickým rysem této verze je červená barva polévky odvozená od  rajčatového vývaru s bramborami, ale - na rozdíl od manhattanského stylu -  neobsahuje  kousky rajčat ani jinou zeleninu. Je  nejspíš  portugalského původu.   